# El rayo transmutador
«El rayo transmutador» es una historieta de Mortadelo y Filemón. A diferencia de la mayoría de las historietas de la serie, dibujadas y escritas por Francisco Ibáñez, ésta está dibujada por Juan Manuel Muñoz y escrito por Jaume Ribera.  La historieta salió a la venta en la revista Mortadelo en 1987.

## Trayectoria editorial
Esta historieta inició la nueva etapa de la revista Mortadelo en Ediciones B. Fue recogida posteriormente en la Colección Olé con una portada que no tenía ninguna relación con la historia. Su verdadera  portada es la que apareció en Alemania, aunque sin firma de Ibáñez.

## Sinopsis
Begoña Ponzoña es una honrada ama de casa que, tras comprobar que su declaración de la renta salió positiva, enloquece y decide provocar el caos mundial. Así, reparte entre sus hijos pistolas con rayos transformadores, parodiando tal vez a Bowser de Super Mario. Cada pistola tiene un rayo transformador específico (uno convierte los objetos en armas, otro convierte el metal en gelatina, otro  convierte a las personas honradas en gamberros…). Mortadelo y Filemón deberán capturar a sus hijos.